# Saint-Helena Island
Ne doit pas être confondu avec Île Sainte-Hélène.
Saint-Helena Island est une île des États-Unis en Caroline du Sud, une des Sea Islands dans le comté de Beaufort.

## Histoire
Le premier Européen à explorer l'île fut probablement l'explorateur espagnol Lucas Vázquez de Ayllón vers 1520 lors de l'exploration et de la colonisation espagnoles. Plus tard, elle fut colonisée par les Français puis de nouveau par les Espagnols avant de passer aux mains des Britanniques qui l'ont occupée jusqu'à la révolution américaine.
Les navires britanniques y stationnent lors de la guerre de 1812. 
L'île étant jugée propice à la culture du riz, des esclaves y sont amenés, principalement de Sierra Leone. Le riz, l'indigo, le coton et les épices y sont alors cultivés. De ce mélange entre esclaves et amérindiens, nait la culture Gullah.
Après la Guerre de Sécession, les esclaves sont libérés et des mesures sont prises pour améliorer leur sort, comme l'établissement de structures éducatives. 
En 1893, l'île est gravement touchée par un ouragan, une centaine d'habitants y trouvant la mort. La destruction économique issue de l'ouragan s'est attardée pendant des décennies après l'événement, ce qui a amené l'île à être l'un des endroits les plus pauvres aux États-Unis.
À la fin du XXe siècle, l'île profite économiquement du développement de la station balnéaire de Fripp Island

## Personnalités
- Candice Glover
- Leon Keyserling (en)